# Hans Leo Hassler
Hans Leo Hassler, nemški skladatelj in organist, * 26. oktober 1564, Nürnberg, † 8. junij 1612, Frankfurt na Majni.
Hassler je bil prvi nemški skladatelj, ki je glasbeno izobrazbo poiskal  v Italiji. Njegovemu zgledu so sledili številni glasbeniki skozi nadaljnji dve stoletji. Čeprav je osnove glasbenega pouka dobil pri svojem očetu, sta mu največ svojega znanja posredovala njegova učitelja Andrea in Giovanni Gabrieli. Seveda so nanj vplivali tudi drugi italijanski skladatelji, predvsem Vecchi, Gastoldi in Merulo. Vendar je bil Hassler premočna osebnost, da bi enostavno kopiral svoje vzornike. Svojim skladbam je znal z melodično neposrednostjo, enostavno harmonijo in značilno ritmiko vdihniti svojstven izraz. za razliko od svojih nemških sodobnikov je jasno ločeval in poudarjal durovsko in molovko tonaliteto.
Po letu 1585 je bil organist v Augsburgu, nato na dvoru Rudolfa II. (do 1602). Od leta 1608 do svoje smrti je služboval na dvoru v Dresdnu.

## Dela
- Cantiones (moteti)
- Sacri concentus (moteti)
- Psalmen
- Kirchengesänge
- Canzonette - 1590
- Lustgarten - 1601